# Намикипа
Намикипа (исп. Namiquipa) — посёлок в Мексике, штат Чиуауа, входит в состав одноимённого муниципалитета и является его административным центром. Численность населения, по данным переписи 2010 года, составила 1752 человек.

## Общие сведения
Название Namiquipa с астекского языка можно перевести как «место цапель».
Поселение было основано в 1763 году францисканцами с целью евангелизации коренных народов.